# Une bouteille à la mer (roman)
Pour les articles homonymes, voir Une bouteille à la mer.

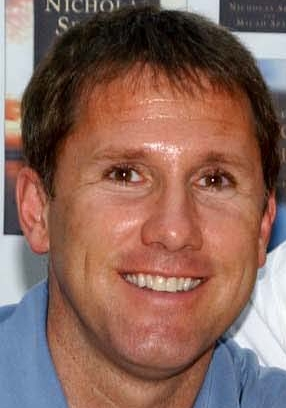
Nicholas Sparks

Une bouteille à la mer (titre original : Message in a Bottle) est le deuxième roman d'amour écrit par l'auteur américain Nicholas Sparks et publié en 1998. Le roman, qui explore le thème de la romance après une rupture, a été adapté au cinéma en 1999 avec l'acteur Kevin Costner, sous le même titre.

## Résumé
En 1997, à Cap Cod, Theresa, de Boston, journaliste, divorcée, trouve une bouteille avec une lettre d'un Garrett à une Catherine, jetée dans l'océan en Caroline du Nord, à 1 500 km. Elle la publie dans sa chronique en ne laissant que les initiales. Michelle l'appelle pour lui dire qu'elle a trouvé une lettre identique trois ans plus tôt, et la lui faxe. Quelques jours plus tard, elle trouve une troisième lettre dans un journal. Elle va en Caroline du Nord et rencontre Garrett. Elle lui fait penser à Catherine,  morte trois ans plus tôt. Ils se revoient et font l'amour. Puis il va chez elle, après lui avoir demandé de vivre avec lui, il découvre ses lettres, et part furieux. Rentré, il part en mer et y meurt. Theresa va à Cap Cod et y jette une bouteille à la mer pour Garrett.